# Piranga erythrocephala
Piranga erythrocephala е вид птица от семейство Cardinalidae.

## Разпространение
Видът е разпространен в Мексико.